# 란강

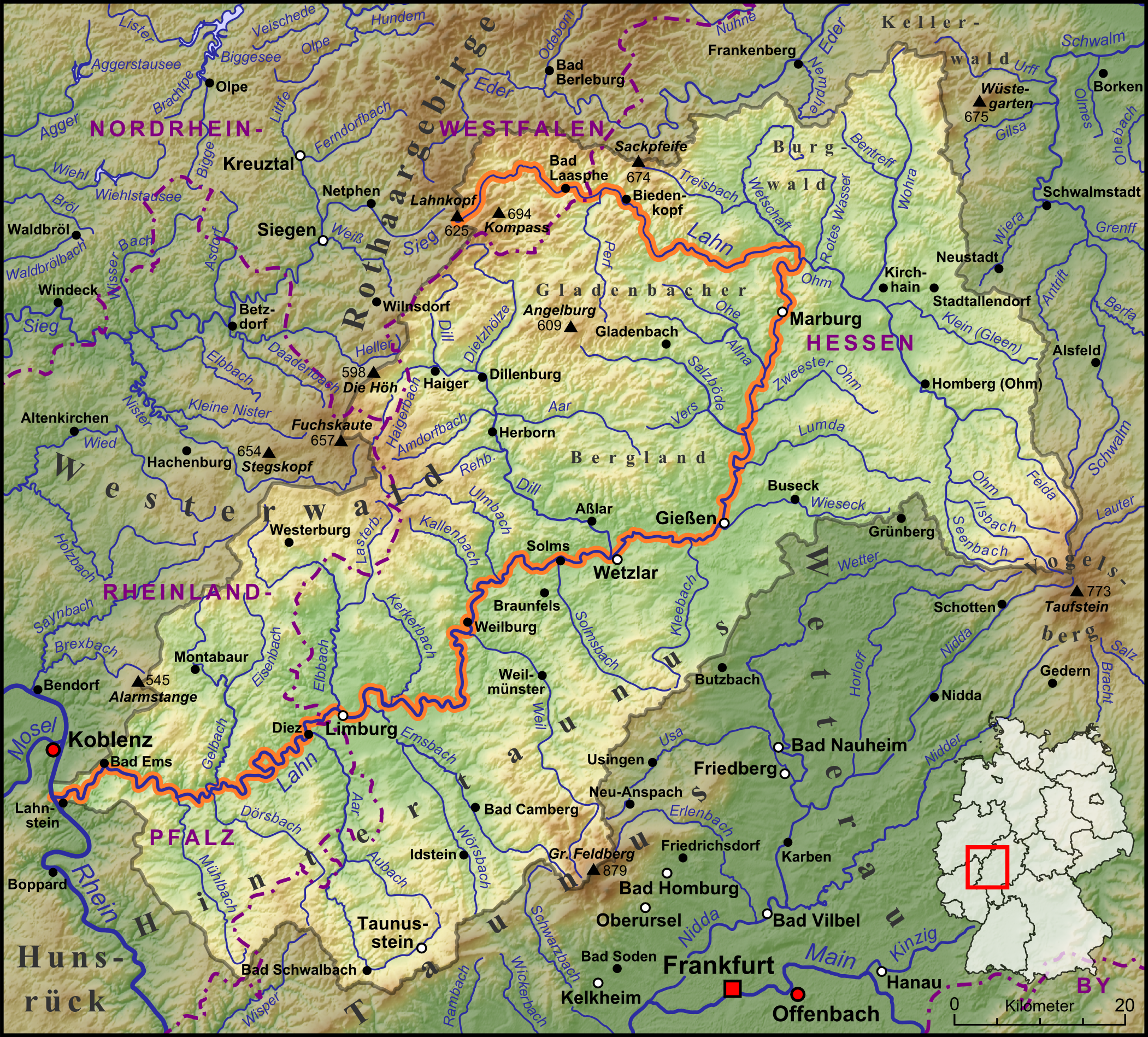
란강 유역

란강(독일어: Lahn)은 독일 서중부를 흐르는 강이다. 라인강의 지류이다. 길이 242.6 km, 유역면적 5.924,525  km2.
노르트라인베스트팔렌주 동남부의 산지에서 발원하여 동쪽으로 흐르며, 헤센주로 들어와 마르부르크를 지나 남쪽으로 흐른다. 헤센주의 서중부를 남쪽과 서쪽으로 흐르며 가로지르며, 기센·베츨라어·림부르크 등의 도시를 지난다. 라인란트팔츠주로 들어와 계속 서쪽으로 흐르다 코블렌츠 남쪽에서 라인강에 흘러들어간다. 대체로 급류를 이루어 항행에는 부적당하나, 기센에서 라인강 합류점까지 배가 다니며, 주변 강과 운하로 연결된다. 곳곳에 수력발전소가 있다.